# Babelomurex
Genre
Synonymes
- Echinolatiaxis Kosuge, 1979
- Laevilatiaxis Kosuge, 1979
- Lamellatiaxis Habe & Kosuge, 1970
- Langfordia Dall, 1924
- Tarantellaxis Habe, 1970
- Tolema Iredale, 1929

Babelomurex est un genre de mollusques gastéropodes de la famille des Muricidae.

## Taxinomie
Selon World Register of Marine Species (11 mai 2016) :
- Babelomurex armatus (G. B. Sowerby III, 1912)
- Babelomurex atlantidis Oliverio & Gofas, 2006
- Babelomurex benoiti (Tiberi, 1855)
- Babelomurex bernardi (K. Nicolay, 1984)
- Babelomurex blowi (Ladd, 1976)
- Babelomurex capensis (Tomlin, 1928)
- Babelomurex cariniferoides (Shikama, 1966)
- Babelomurex cariniferus (Sowerby, 1834)
- Babelomurex centimanus Kosuge, 1985
- Babelomurex cookae Kosuge, 1988
- Babelomurex couturieri (Jousseaume, 1898)
- Babelomurex cristatus (Kosuge, 1979)
- Babelomurex dalli (Emerson & D'Attilio, 1963)
- Babelomurex deburghiae (Reeve, 1857)
- Babelomurex depressispiratus Oliverio, 2008
- Babelomurex deroyorum D'Attilio & Myers, 1984
- Babelomurex diadema (A. Adams, 1854)
- Babelomurex echinatus (Azuma, 1960)
- Babelomurex fax (F. M. Bayer, 1971)
- Babelomurex finchii (Fulton, 1930)
- Babelomurex fruticosus (Kosuge, 1979)
- Babelomurex gemmatus (Shikama, 1966)
- Babelomurex glaber Kosuge, 1998
- Babelomurex habui (Azuma, 1971)
- Babelomurex helenae (Azuma, 1973)
- Babelomurex hindsi (Carpenter, 1857)
- Babelomurex hirasei Shikama, 1964
- Babelomurex indicus (E. A. Smith, 1899)
- Babelomurex japonicus (Dunker, 1882)
- Babelomurex juliae (Clench & Aguayo, 1939)
- Babelomurex kawamurai (Kira, 1959)
- Babelomurex kawanishii (Kosuge, 1979)
- Babelomurex kinoshitai (Fulton, 1930)
- Babelomurex kuroharai (Habe, 1970)
- Babelomurex laevicostatus (Kosuge, 1981)
- Babelomurex latipinnatus (Azuma, 1961)
- Babelomurex lischkeanus (Dunker, 1882)
- Babelomurex longispinosus (Suzuki, 1972)
- Babelomurex macrocephalus Oliverio, 2008
- Babelomurex mansfieldi (McGinty, 1940)
- Babelomurex marumai (Habe & Kosuge, 1970)
- Babelomurex mediopacificus (Kosuge, 1979)
- Babelomurex memimarumai Kosuge, 1985
- Babelomurex microspinosus Kosuge, 1988
- Babelomurex miyokoae Kosuge, 1985
- Babelomurex nagahorii (Kosuge, 1980)
- Babelomurex nakamigawai (Kuroda, 1959)
- Babelomurex nakayasui (Shikama, 1970)
- Babelomurex natalabies Oliverio, 2008
- Babelomurex neocaledonicus Kosuge & Oliverio, 2001
- Babelomurex oldroydi (I. S. Oldroyd, 1929)
- Babelomurex pallox Oliverio, 2008
- Babelomurex pervernicosus (Suzuki, 1972)
- Babelomurex princeps (Melvill, 1912)
- Babelomurex problematicus (Kosuge, 1980)
- Babelomurex purpuraterminus (Kosuge, 1979)
- Babelomurex purpuratus (Chenu, 1859)
- Babelomurex ricinuloides (Schepman, 1911)
- Babelomurex santacruzensis (Emerson & D'Attilio, 1970)
- Babelomurex sentix (Bayer, 1971)
- Babelomurex shingomarumai (Kosuge, 1981)
- Babelomurex spinaerosae (Shikama, 1970)
- Babelomurex spinosus (Hirase, 1908)
- Babelomurex stenospinus (Kuroda, 1961)
- Babelomurex takahashii (Kosuge, 1979)
- Babelomurex tectumsinensis (Deshayes, 1856)
- Babelomurex tosanus (Hirase, 1908)
- Babelomurex tuberosus (Kosuge, 1980)
- Babelomurex tumidus (Kosuge, 1980)
- Babelomurex virginiae Kosuge & Oliverio, 2004
- Babelomurex wormaldi (Powell, 1971)
- Babelomurex yamatoensis Kosuge, 1986
- Babelomurex yumimarumai Kosuge, 1985

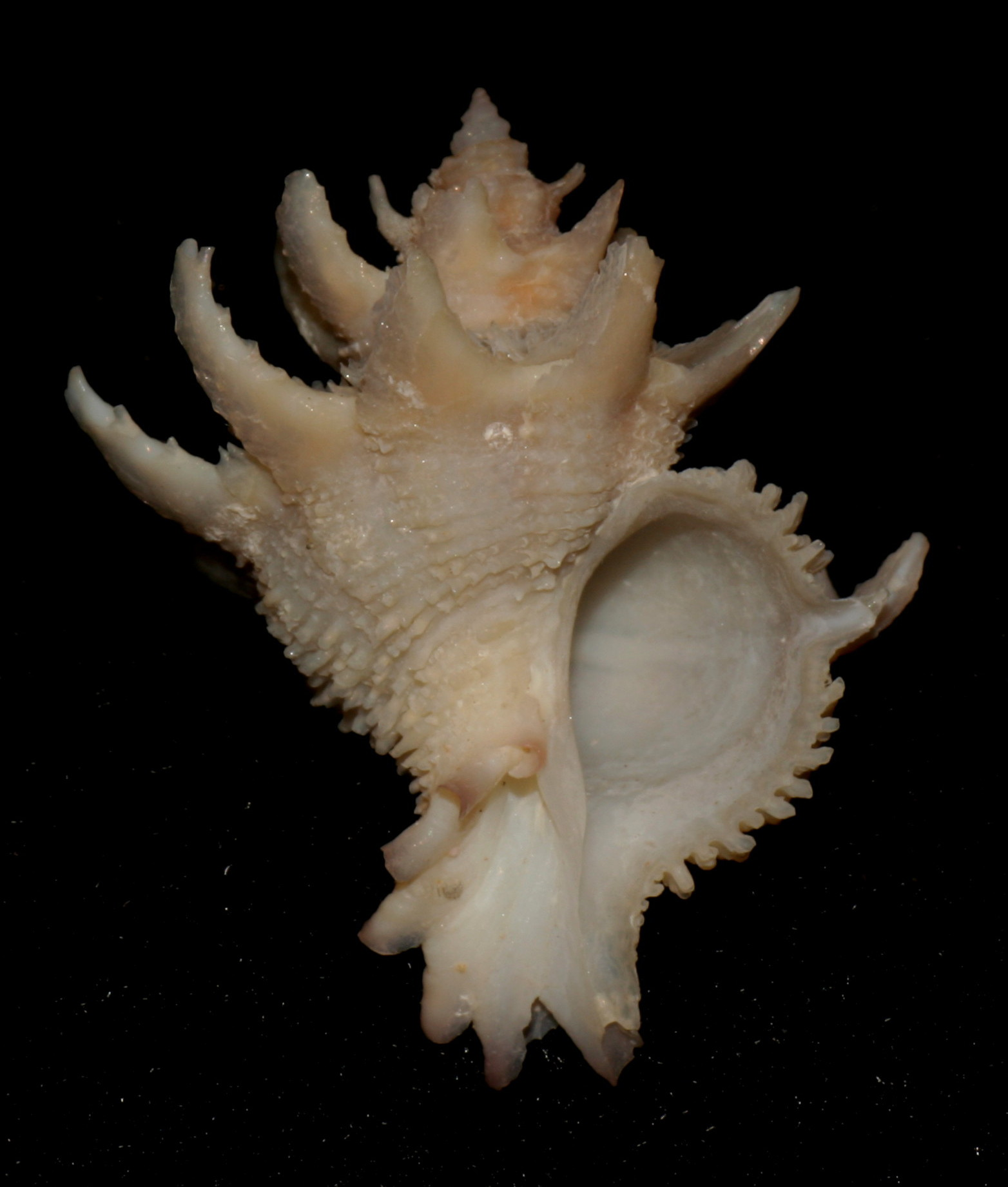
Babelomurex armatus
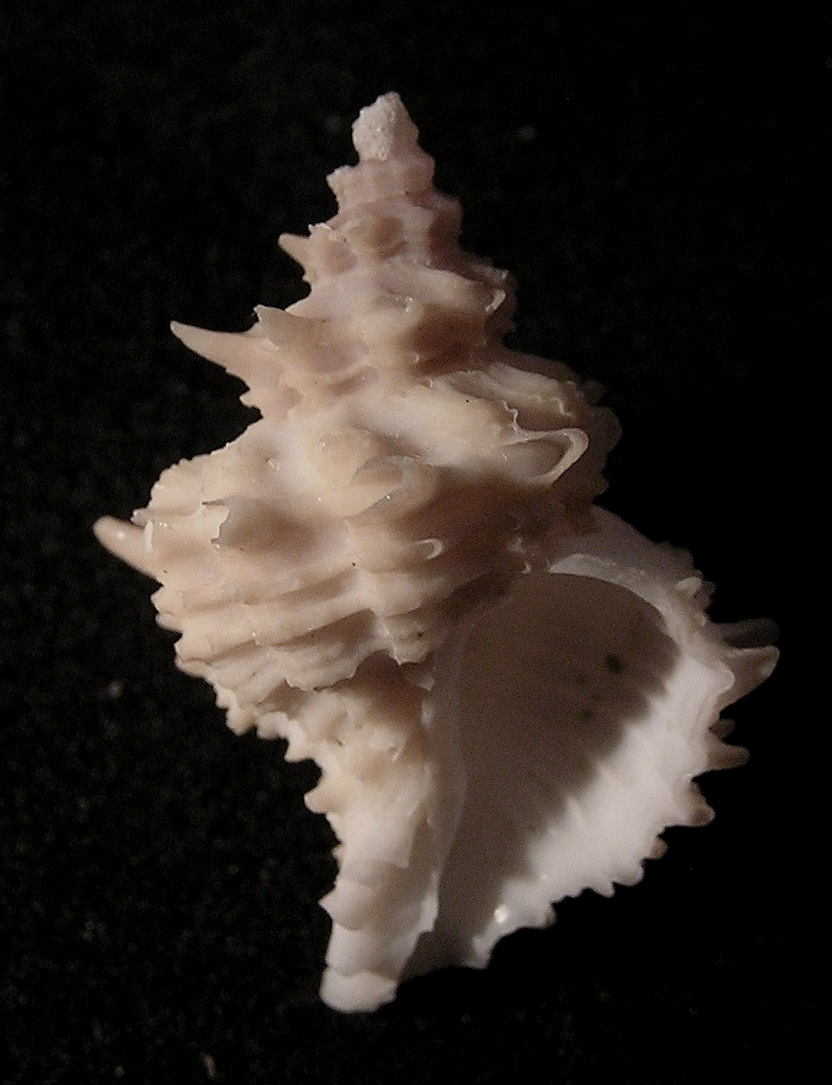
Babelomurex cariniferus
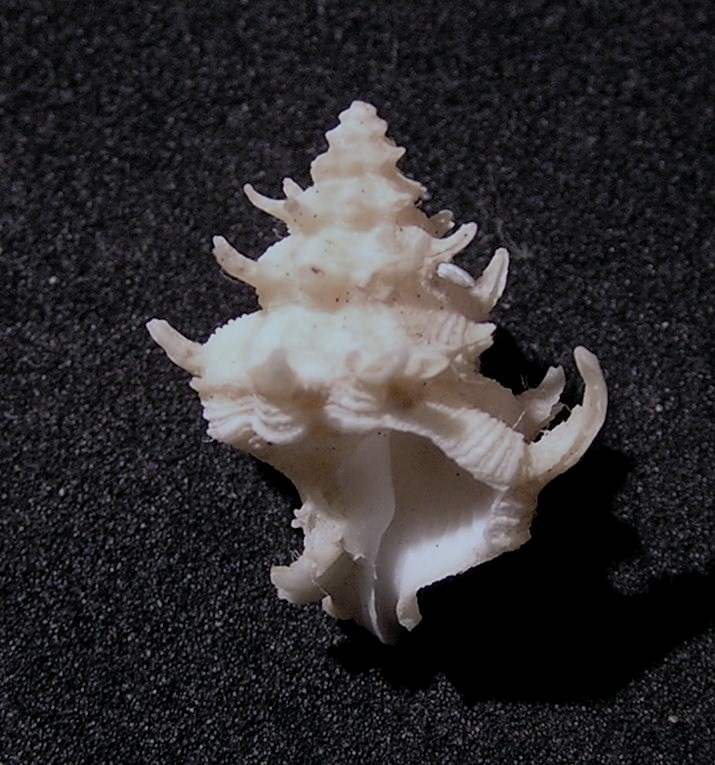
Babelomurex couturieri
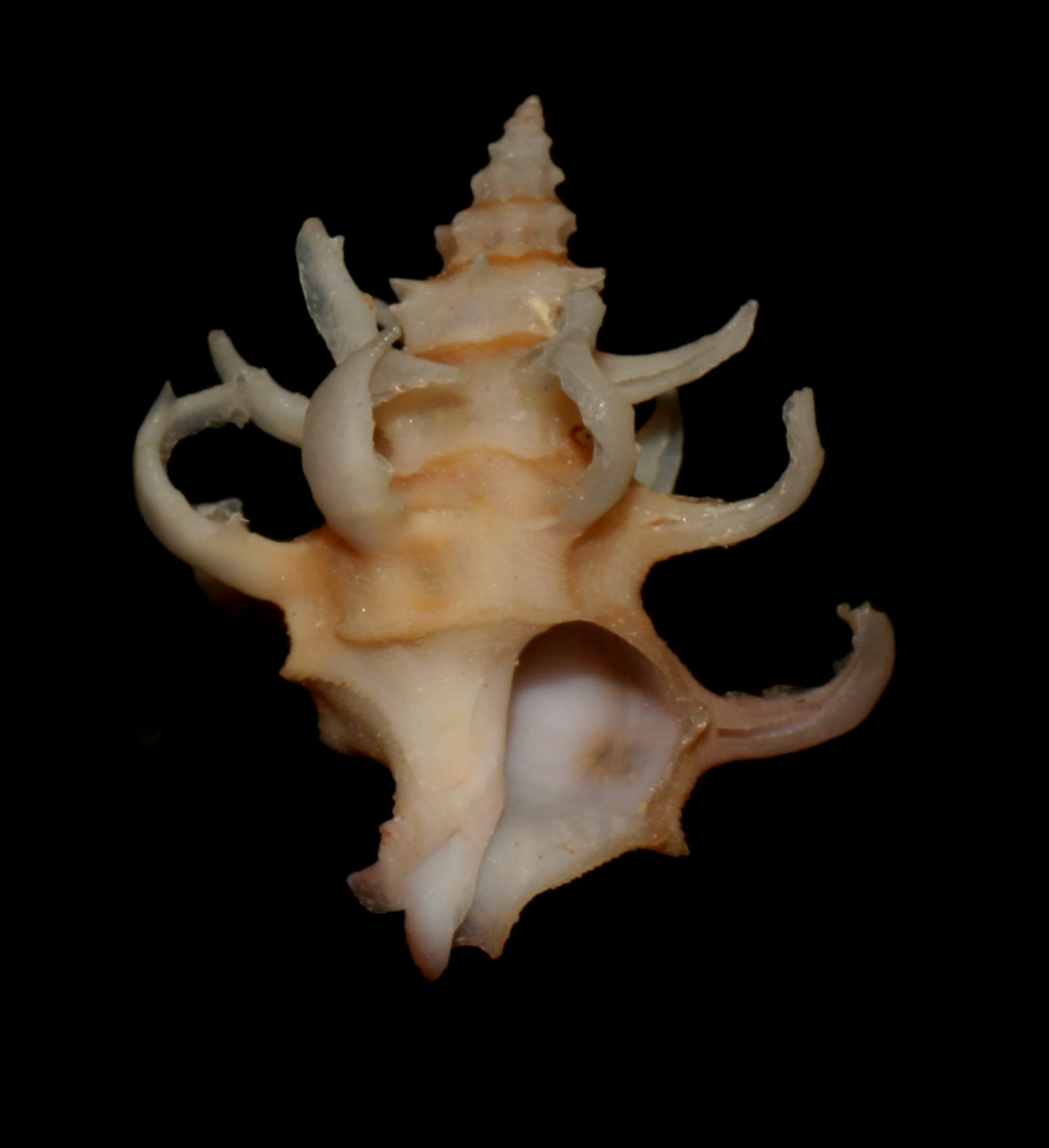
Babelomurex cristatus
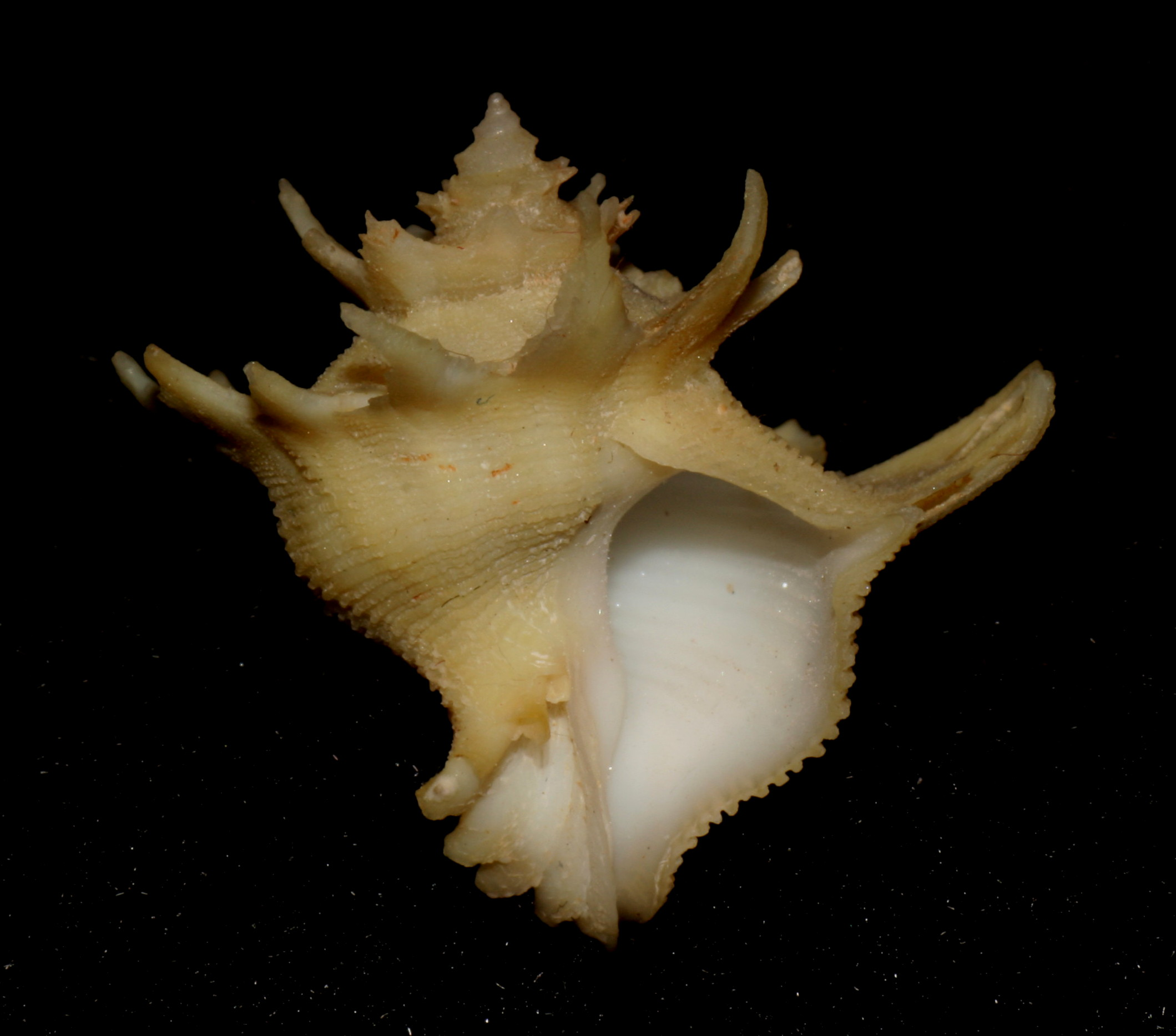
Babelomurex deburghiae
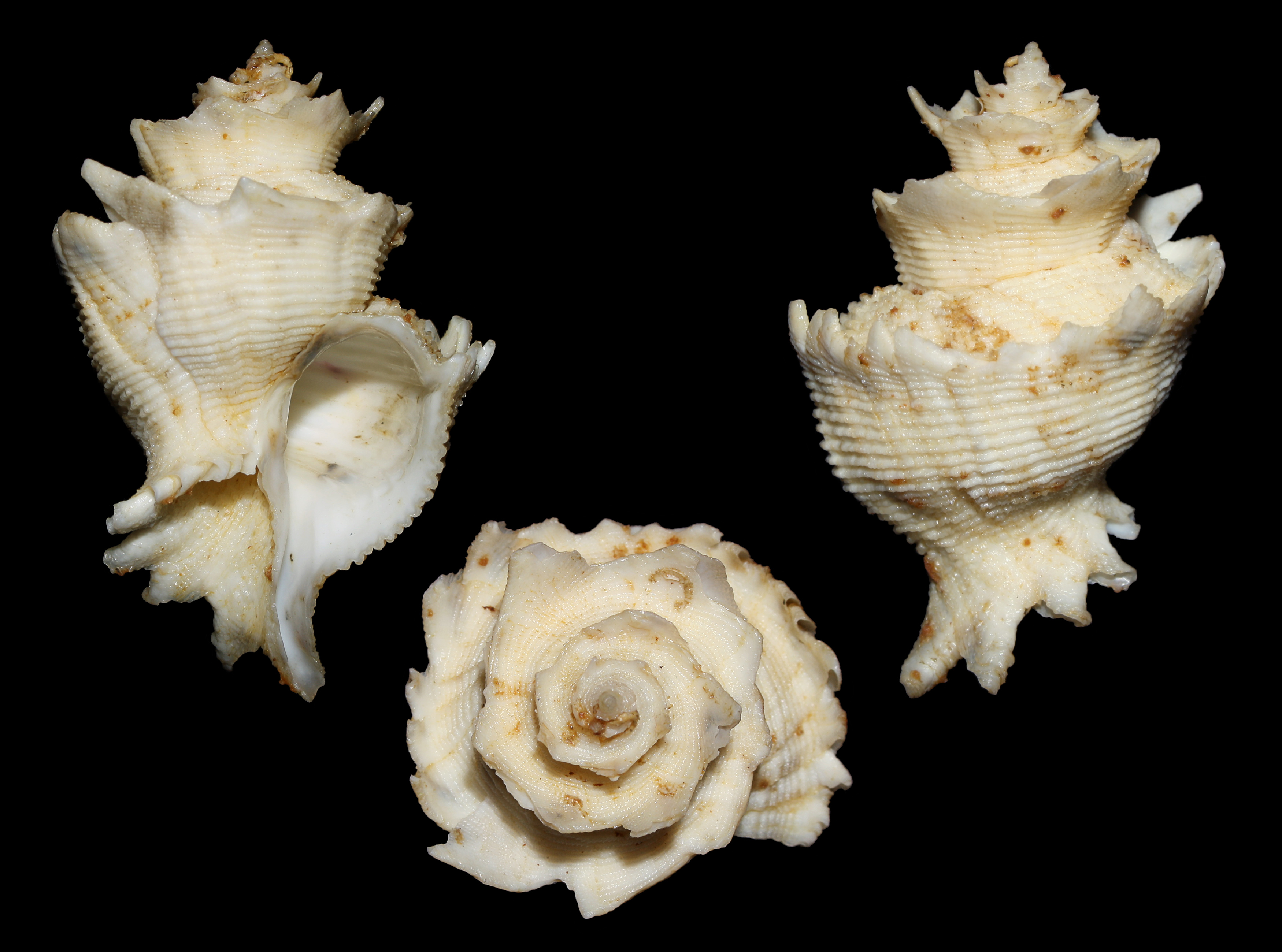
Babelomurex finchii
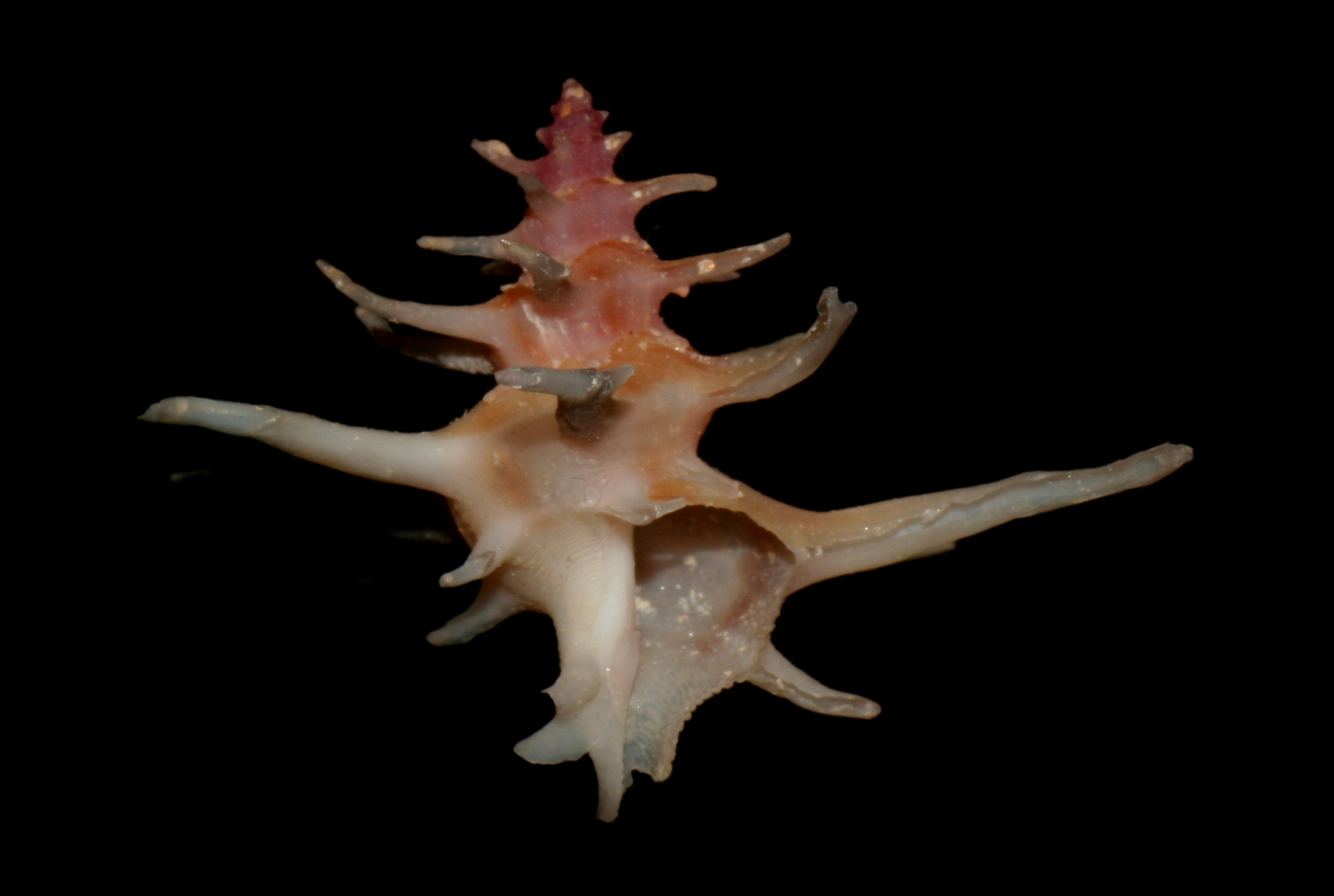
Babelomurex fruticosus
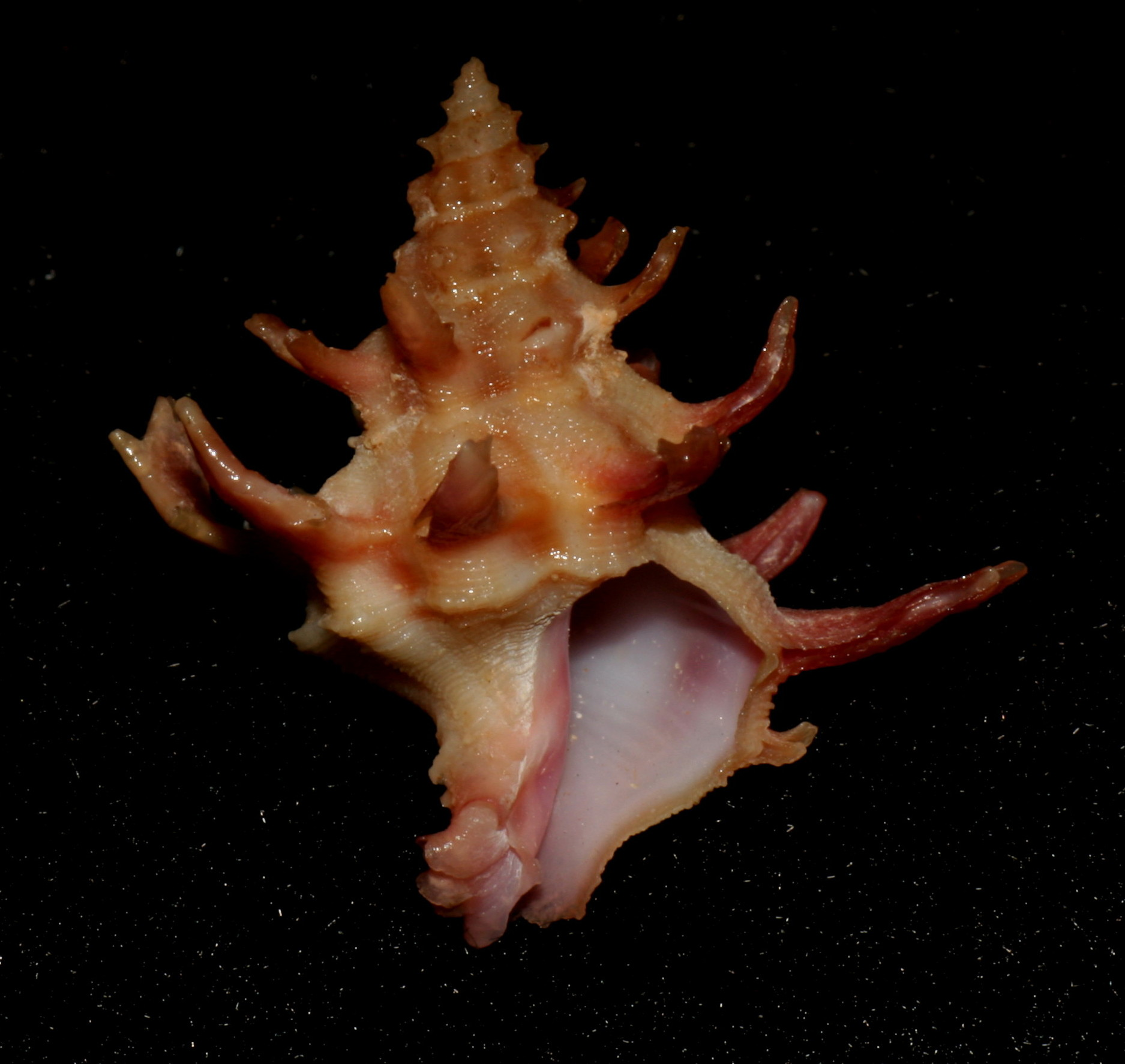
Babelomurex gemmatus
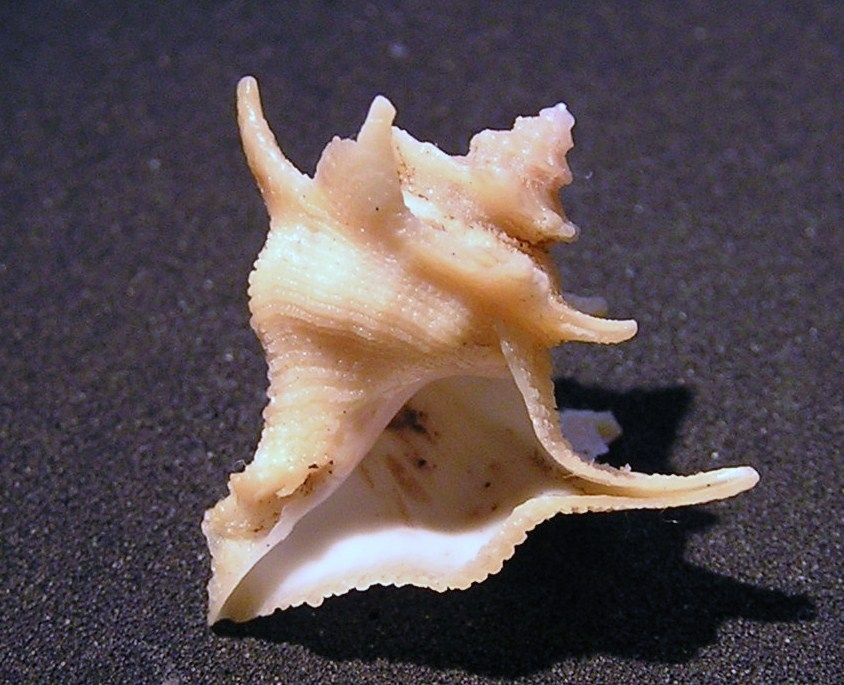
Babelomurex hirasei
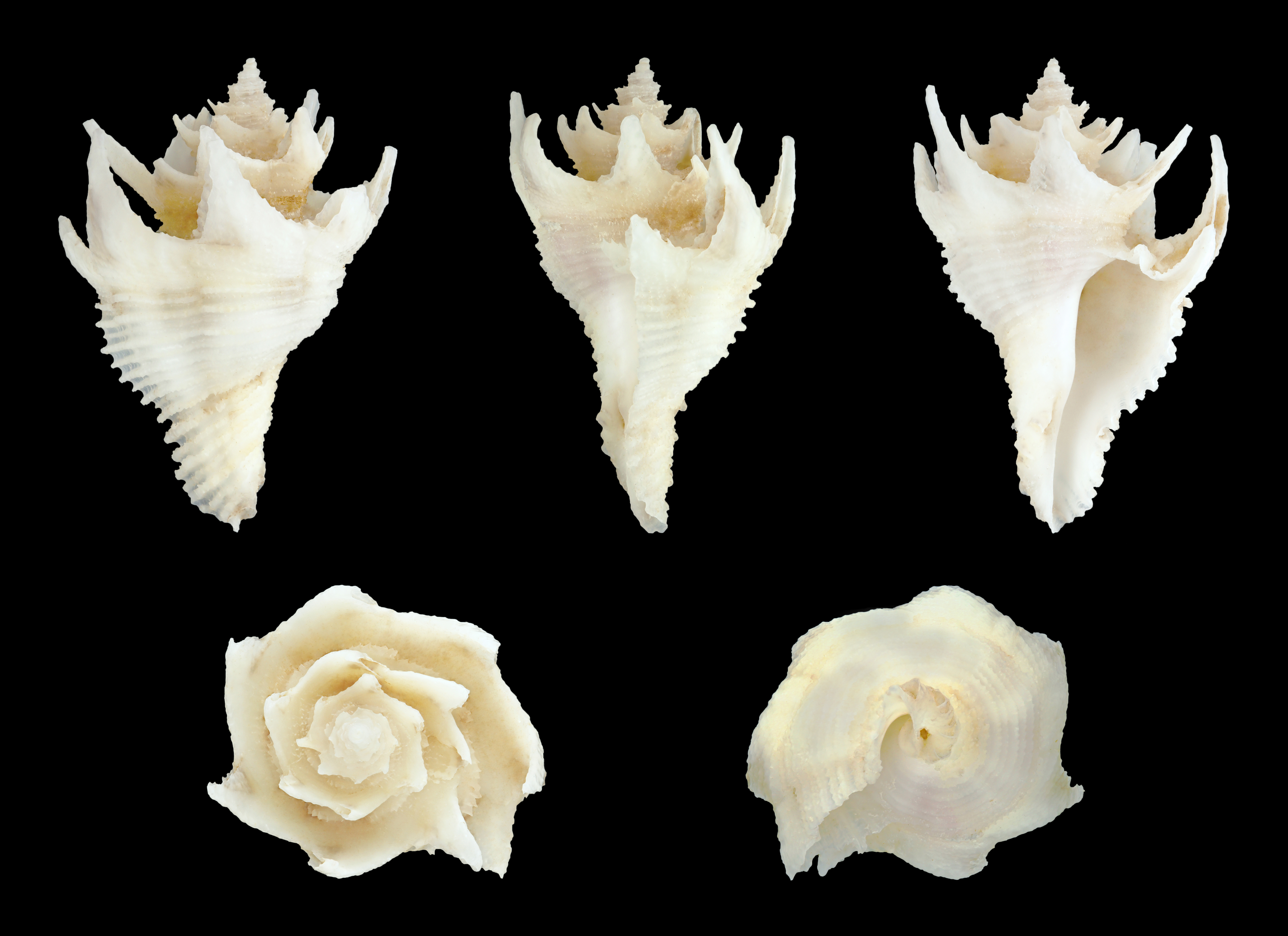
Babelomurex japonicus
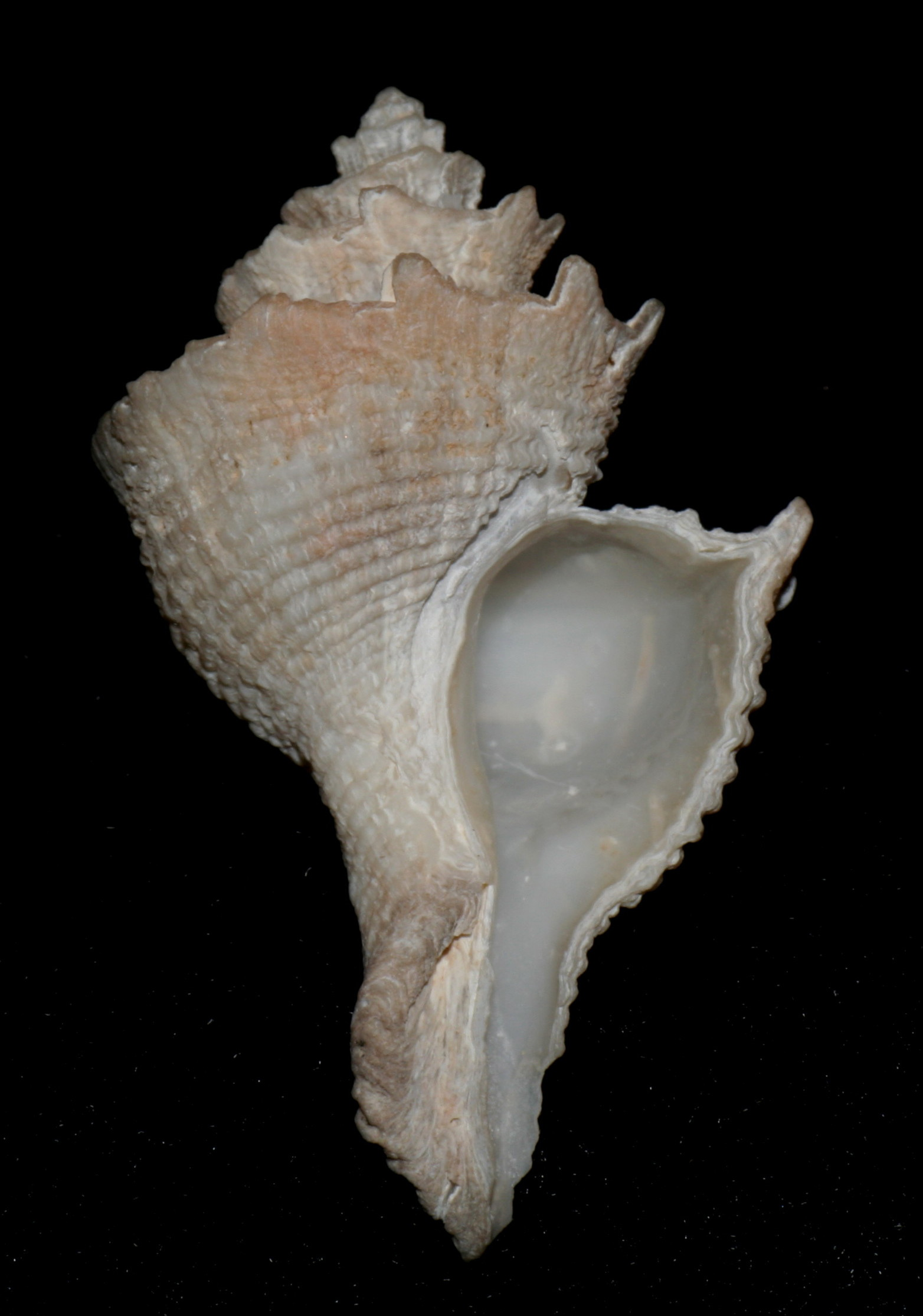
Babelomurex kawamurai
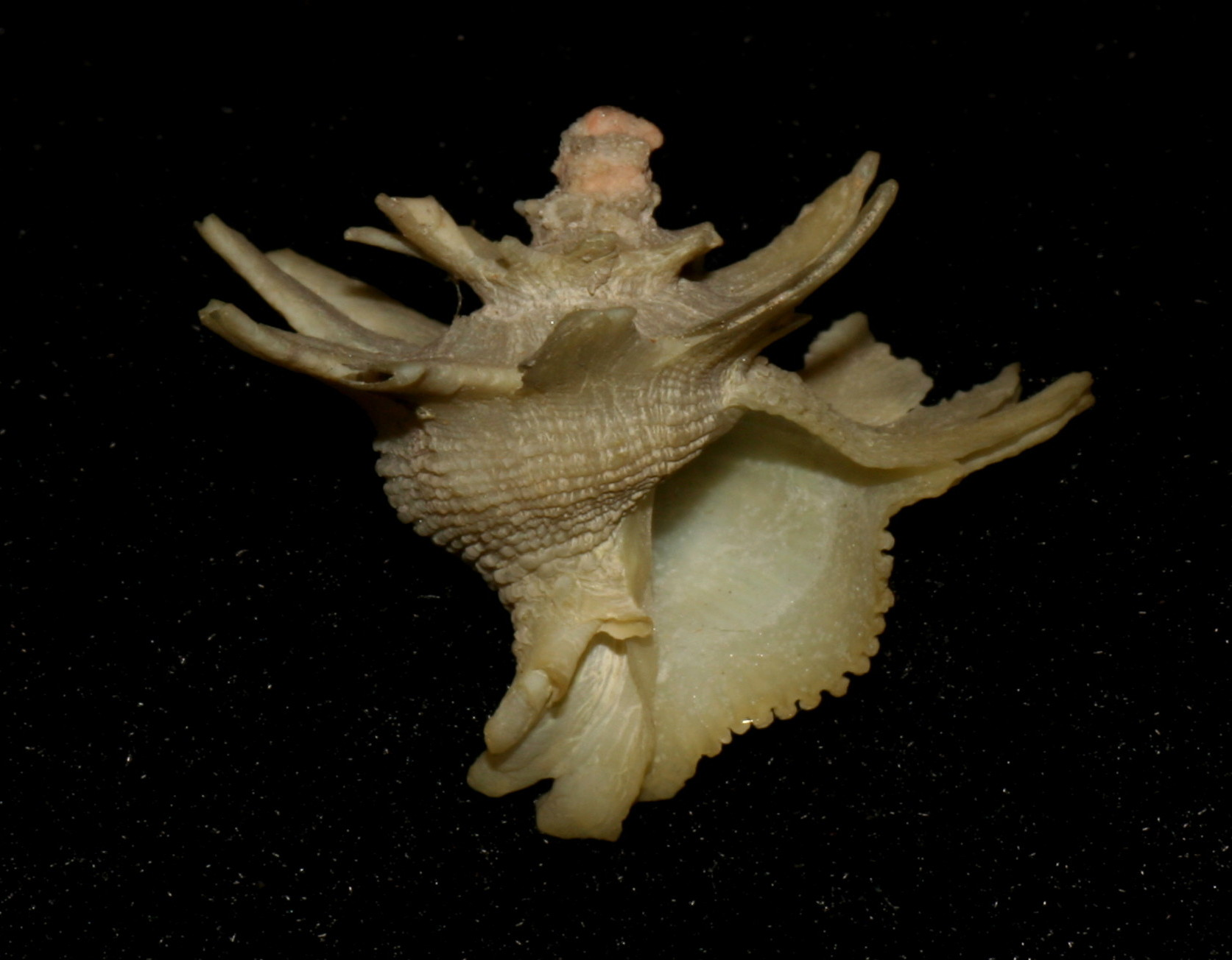
Babelomurex latipinnatus
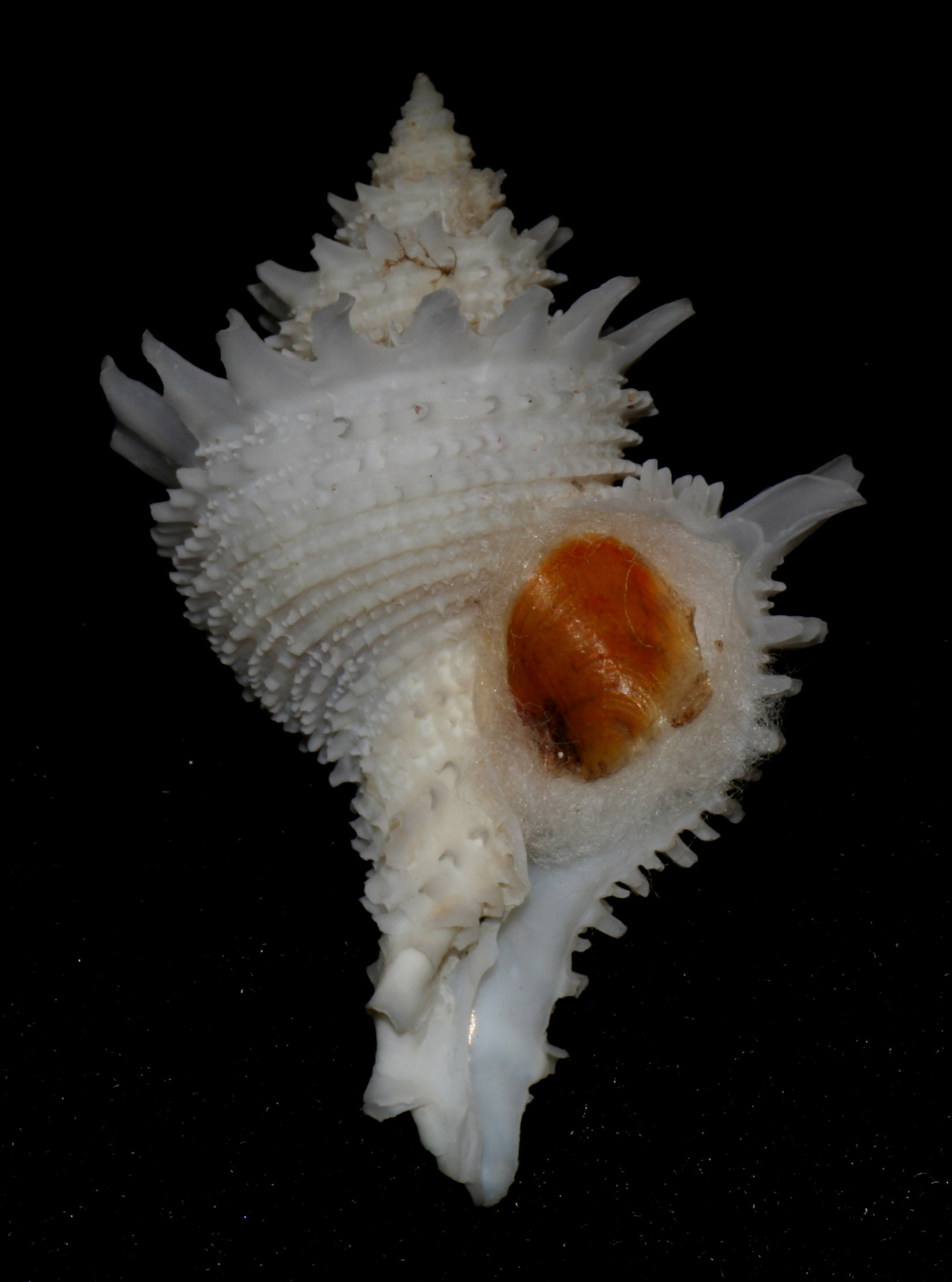
Babelomurex lischkeanus
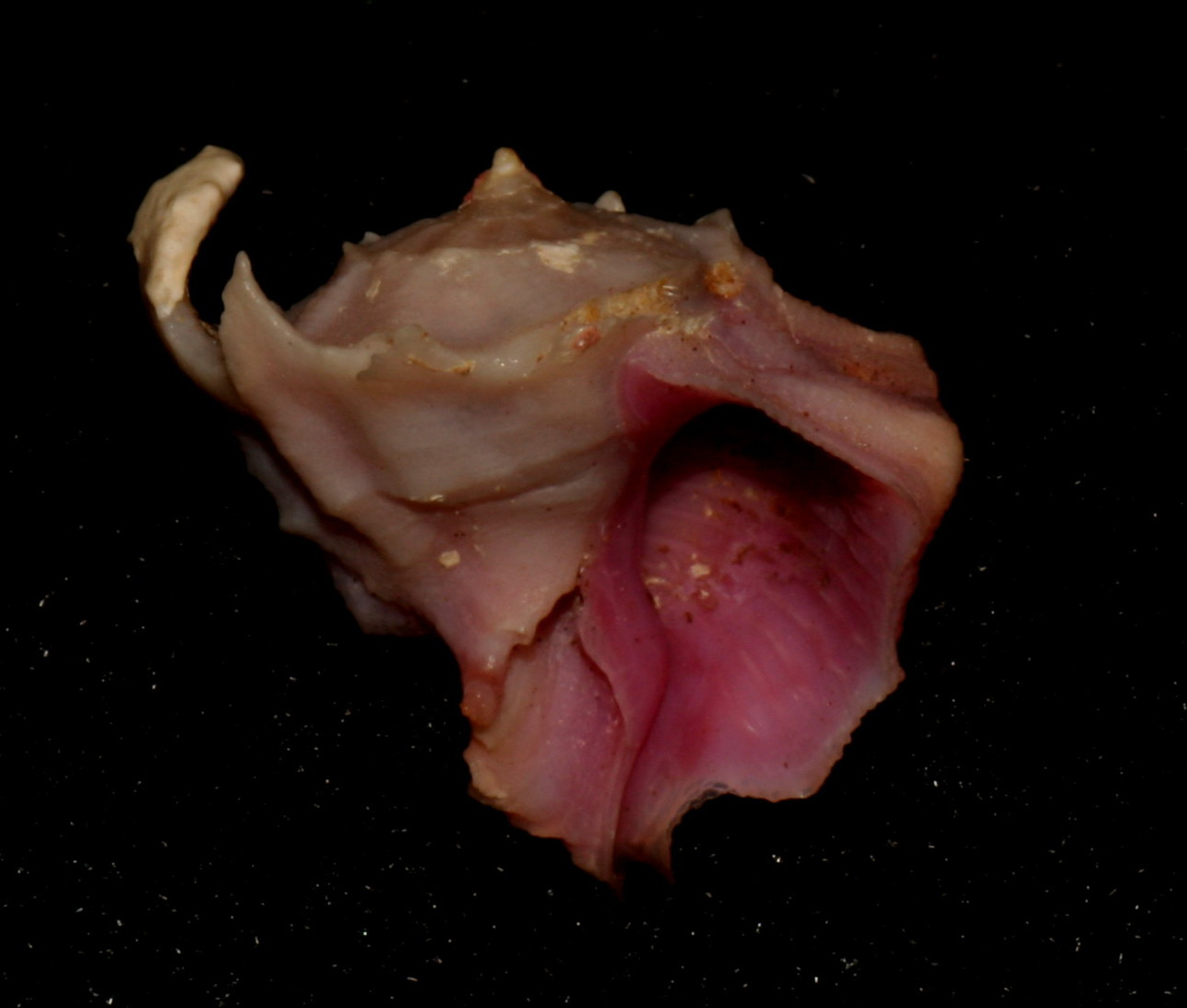
Babelomurex longispinosus
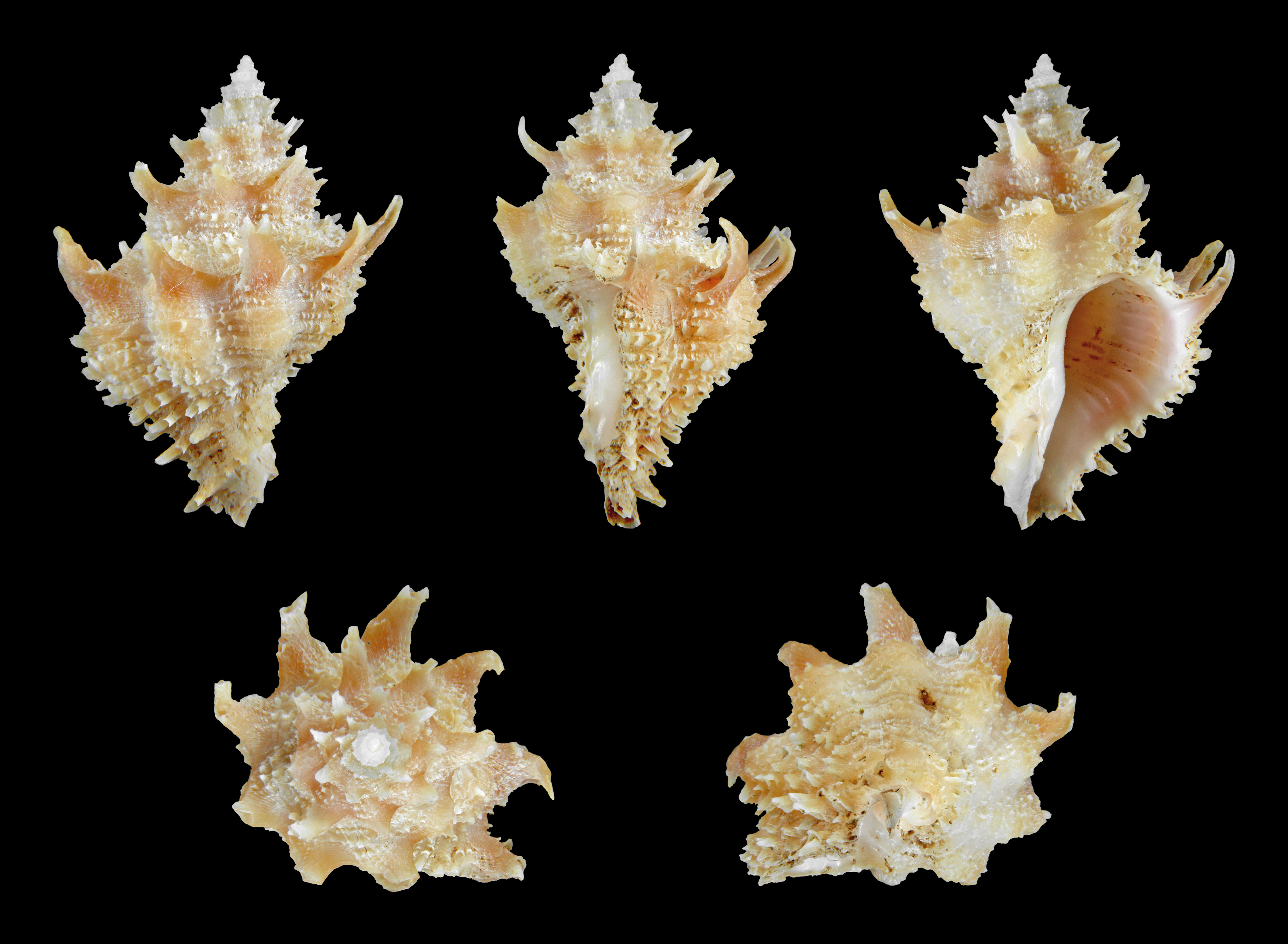
Babelomurex nagahorii
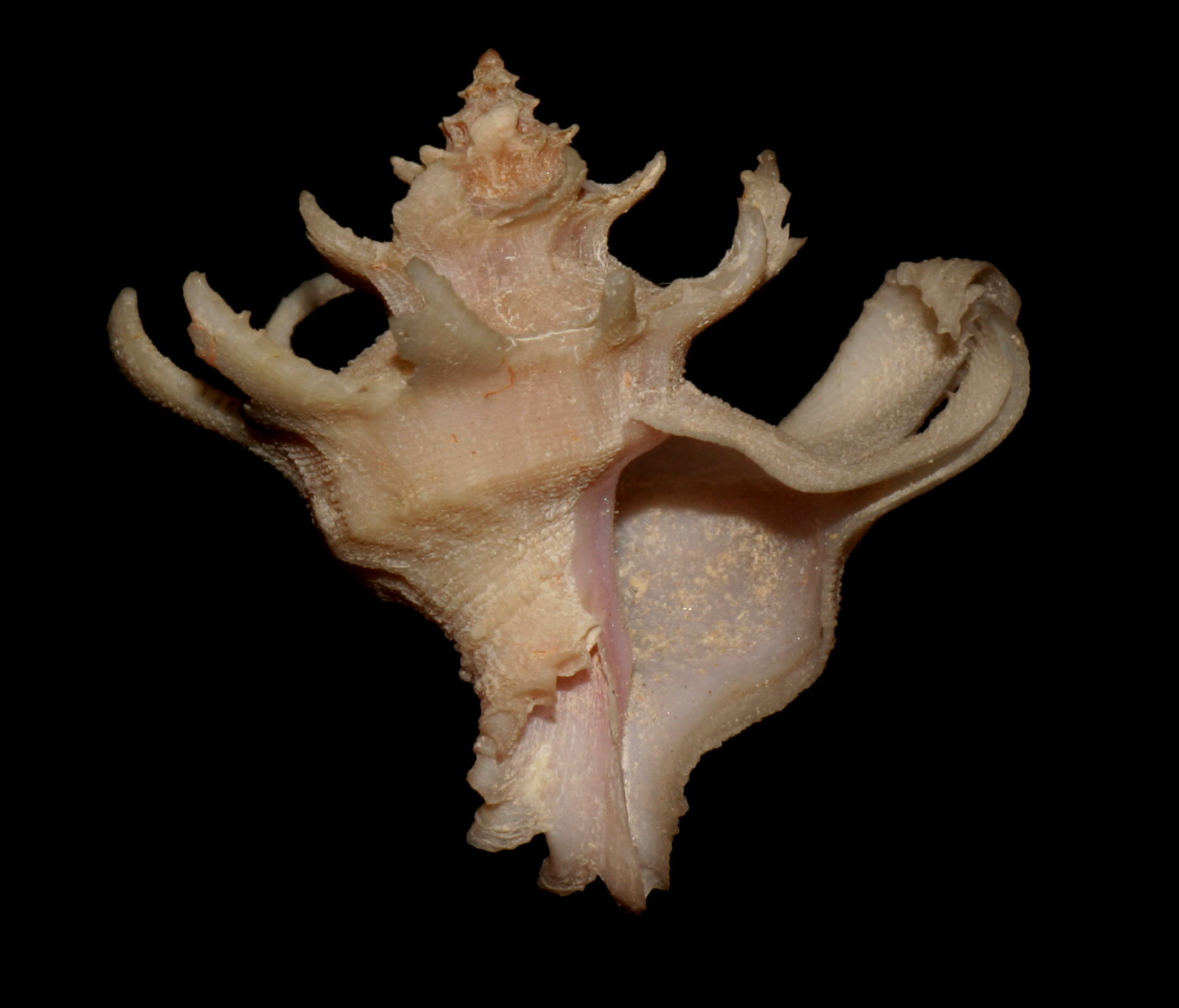
Babelomurex nakayasui
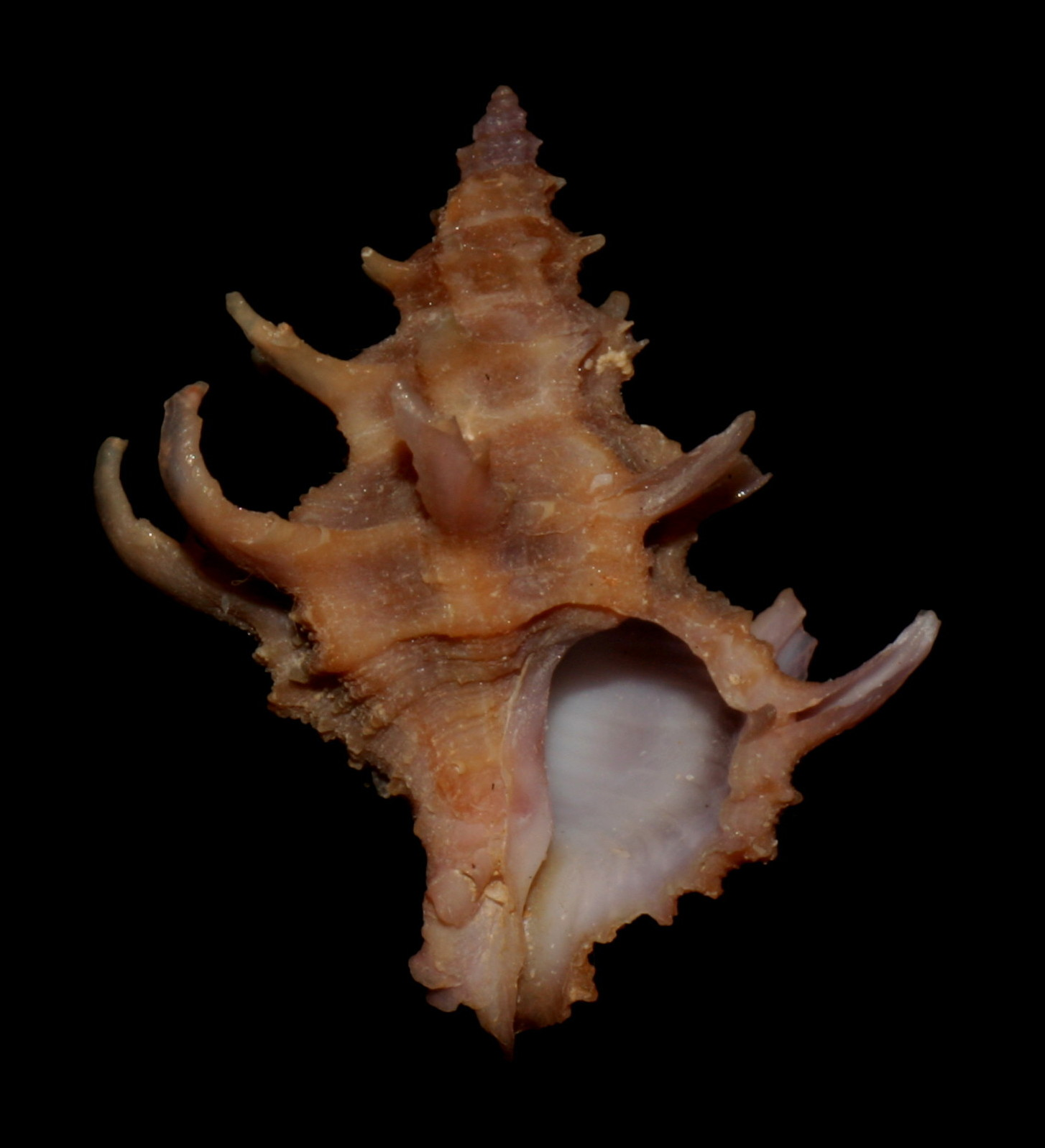
Babelomurex princeps
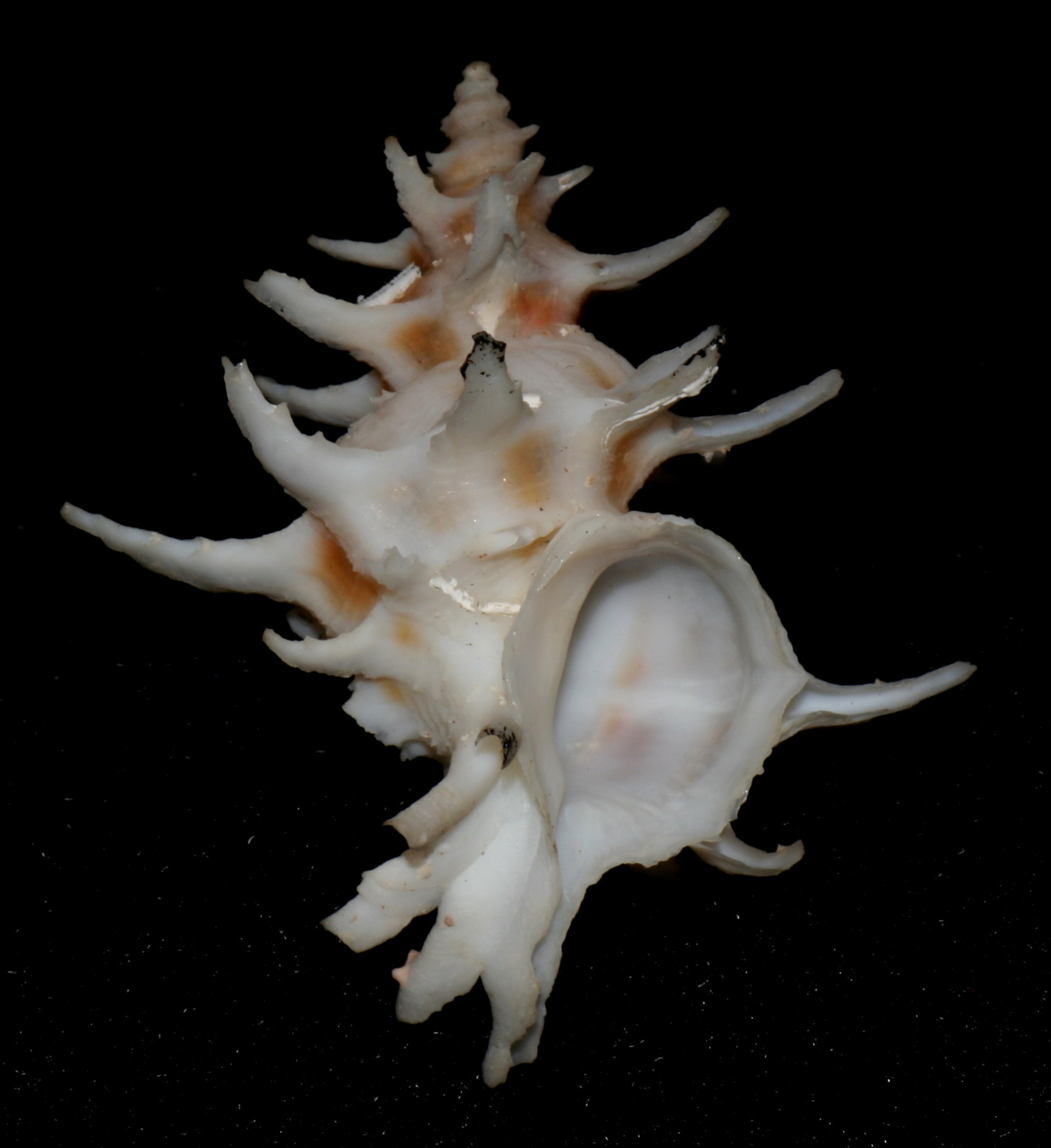
Babelomurex spinosus
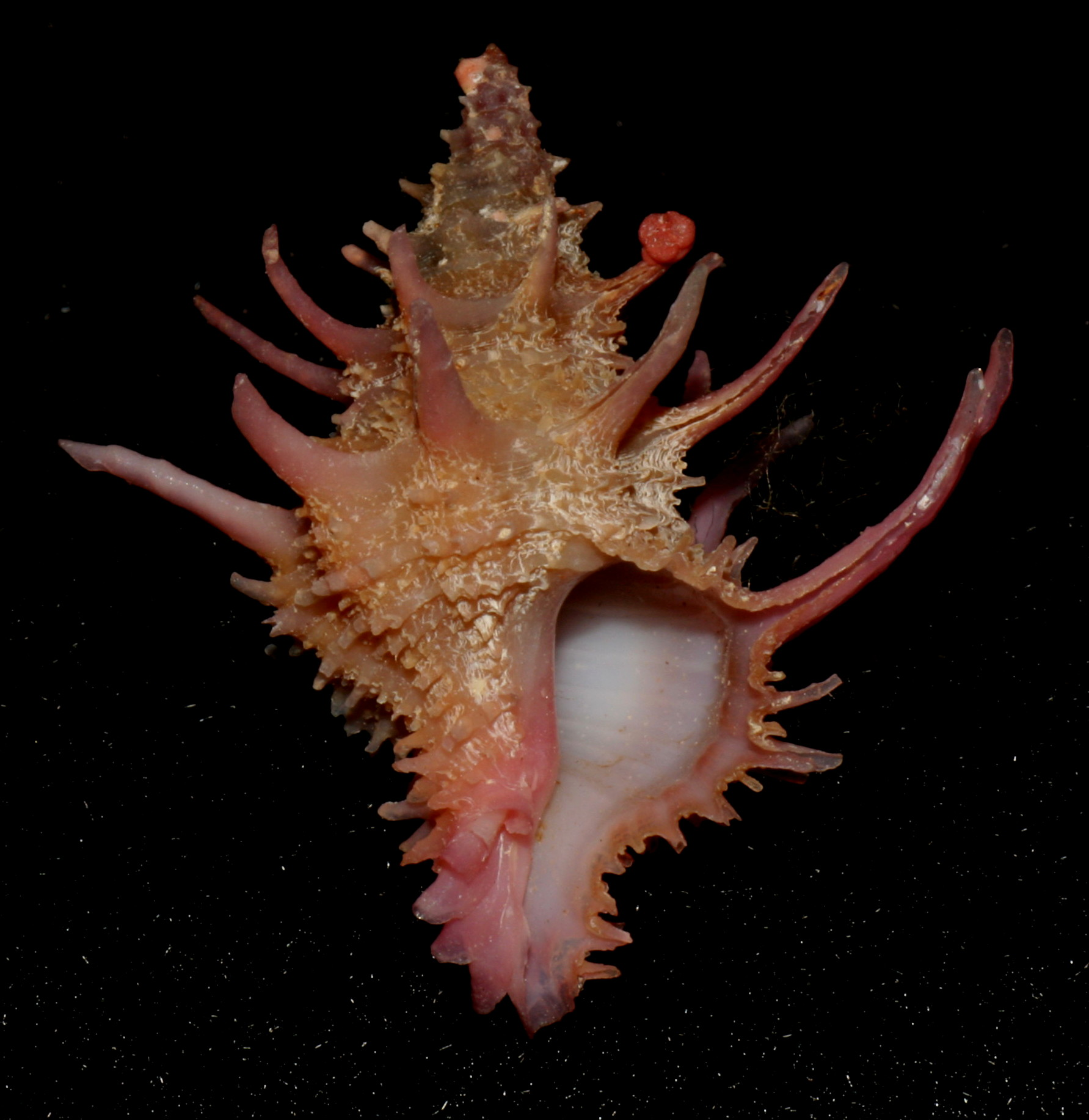
Babelomurex takahashii
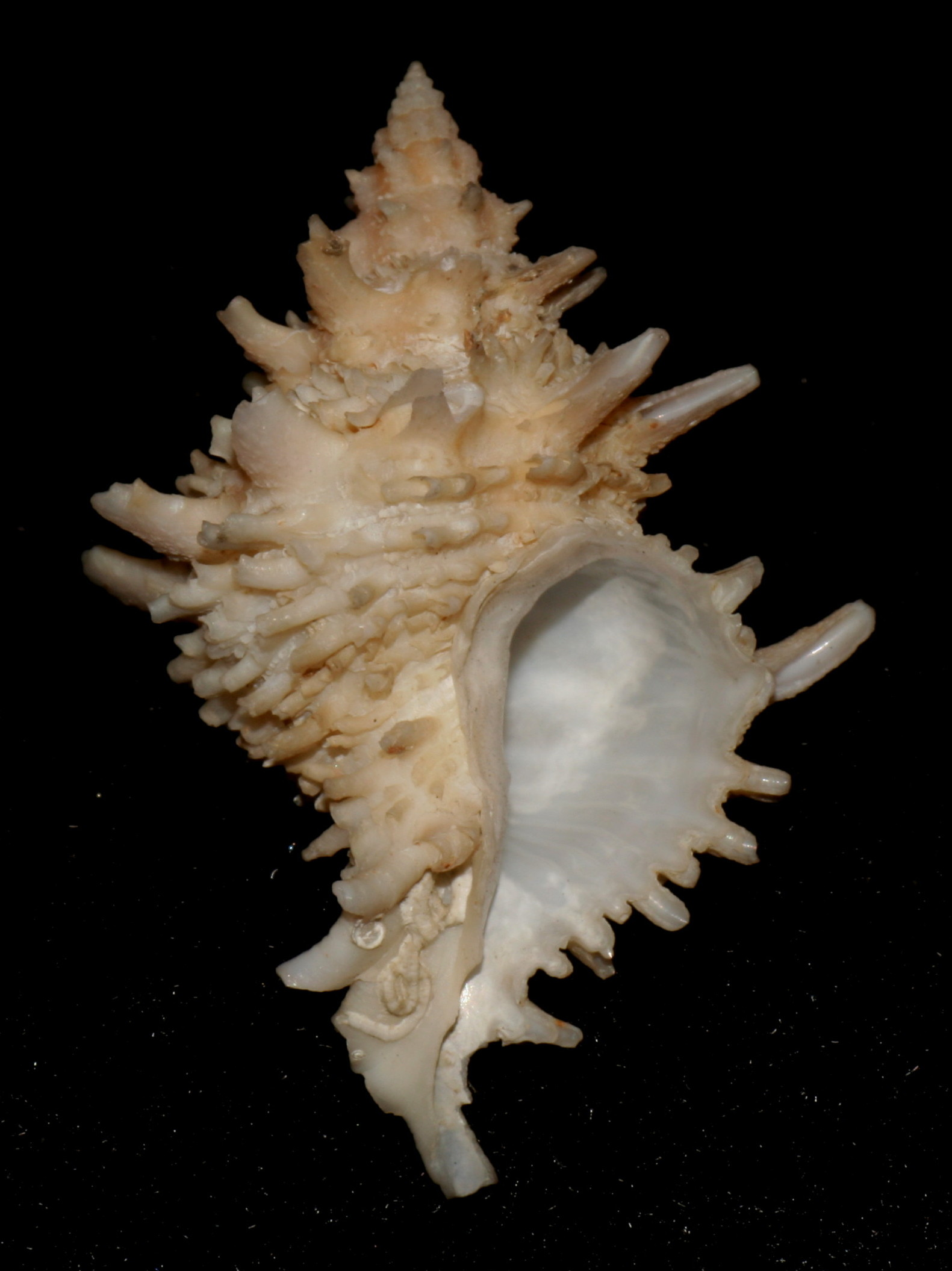
Babelomurex tosanus
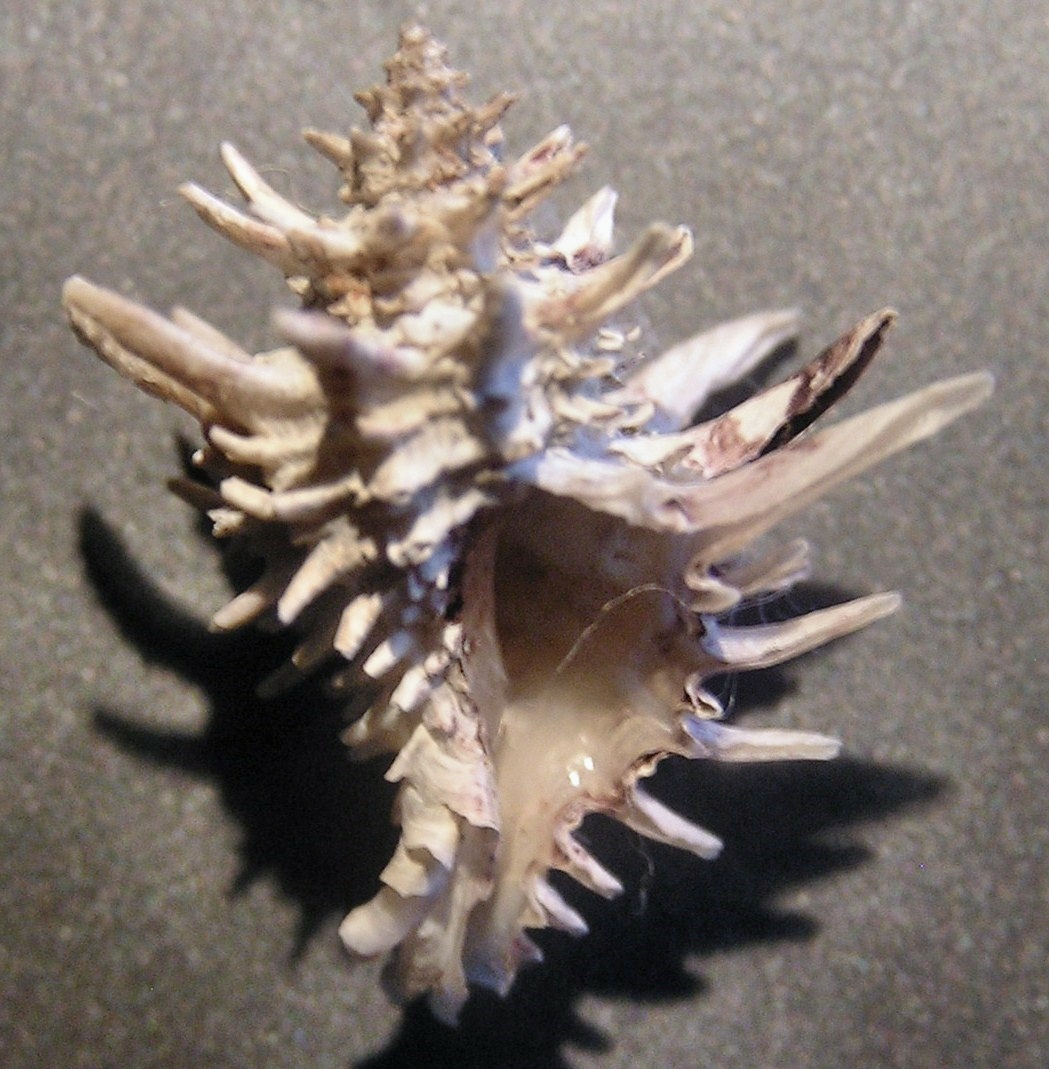
Babelomurex wormaldi
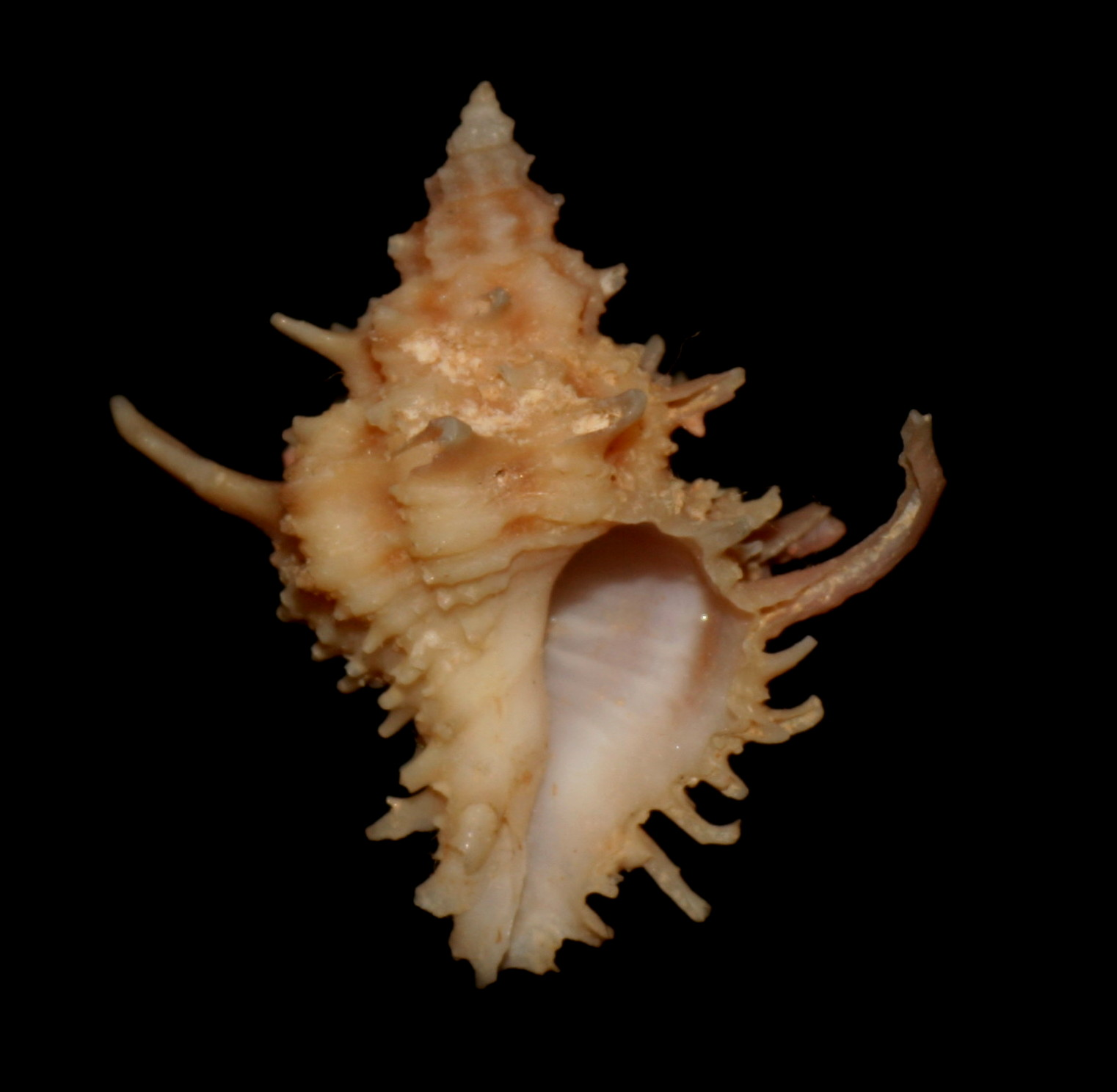
Babelomurex yumimarumai